# Rivieraopuntia
Rivieraopuntia (Opuntia elatior) är en art inom opuntiasläktet (Opuntia) och familjen kaktusväxter. Arten förekommer naturligt i Antillerna, Centralamerika, Colombia och Venezuela, men förekommer förvildad på många platser.
Rivieraopuntia bildar suckulenta välförgrenade buskar, till 5 meter höga. Grensegmenten är omvänt äggrunda till avlånga eller nästan runda, olivgröna, 10-40 cm långa. Bladen är gröna med rödaktiga spetsar, cirka 4 millimeter långa, de faller snart av. Areolerna sitter 2- 8 cm ifrån varandra. Taggar 2-8 stycken, mörkt bruna, nållika, 2-7 cm långa. Blommorna är gula med röda eller orange strimmor, eller rent orangeröda. Frukten är ett bär, omvänt äggrunt och rödaktigt.

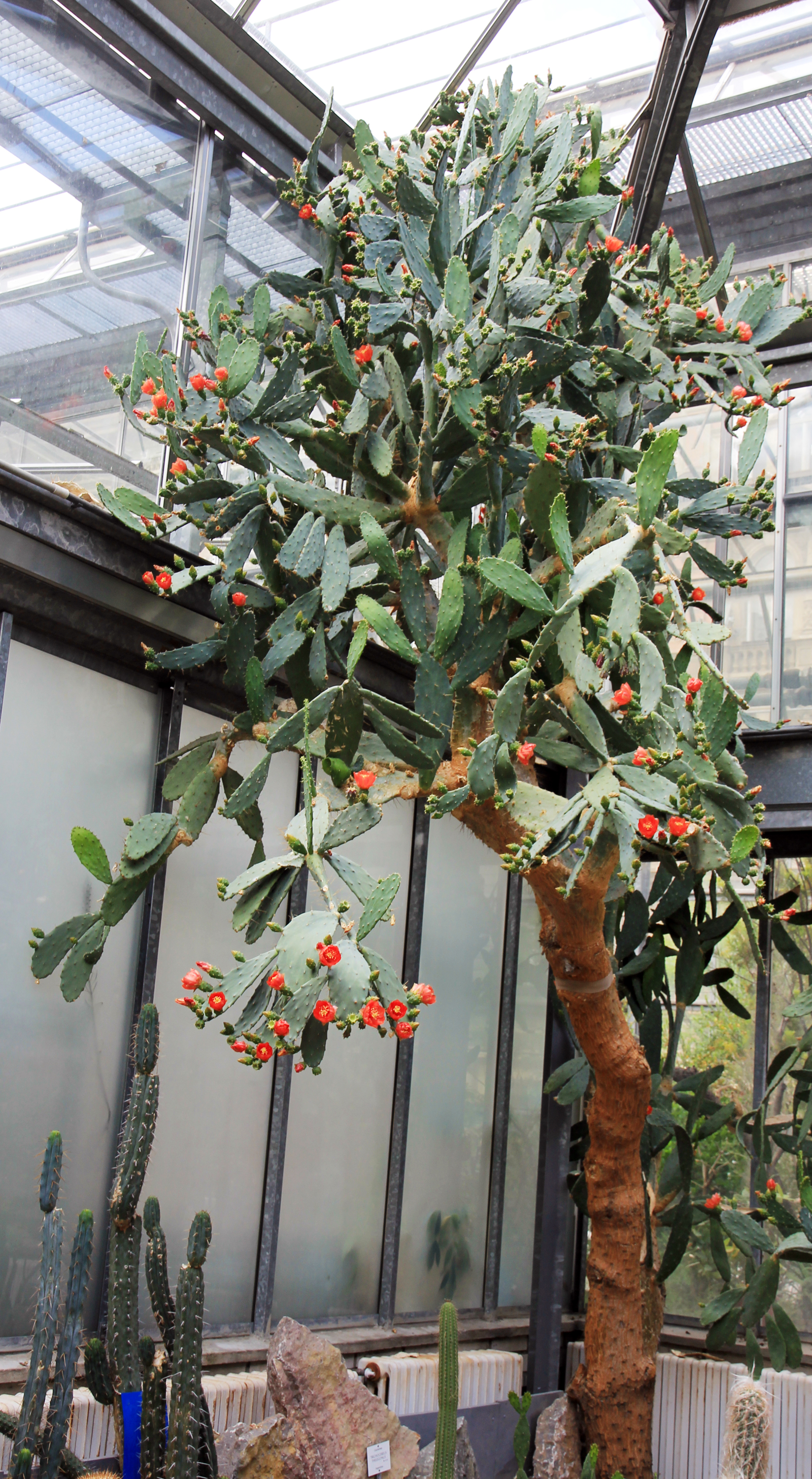
Rivieraopuntia

## Synonymer
- Opuntia bergeriana A.Berger